# Liethstollen
Das ehemalige Bergwerk Liethstollen liegt bei Obernkirchen im Landkreis Schaumburg in Niedersachsen.

## Geographie

### Lage
Der Liethstollen liegt am Nordwestrand des Bückebergs etwa 1,5 km nordöstlich des Zentrums von Obernkirchen. Ein Gleisanschluss zur etwa 800 m westlich verlaufenden Trasse der Rinteln-Stadthagener Eisenbahn entstand im Jahr 1899. Der Name des Stollens ist abgeleitet von der Lage im Tal des Liethbachs, eines Zuflusses der Bückeburger Aue.

### Geologie
Die kohleführenden Schichten in der Schaumburger Mulde zwischen dem Bückeberg und den Rehburger Bergen entstanden vor etwa 140 Millionen Jahren im sich aussüßenden niedersächsischen Becken. Die 600 bis 800 m mächtige Wealden-Fazies entstand in einem Sumpfareal mit tropischer Flora. Die dazwischen liegenden sandig-schluffigen Ton- und Sandsteinbänke des Berrias 3, Bückeberg-Folge werden im Bückeberg als Obernkirchener Sandstein abgebaut.
Das Liethstollenrevier erstreckt sich zwischen dem Kamm des Bückebergs und dessen nördlichen Rand.  Kohle wurde hier in fünf mit etwa 6° nach Norden einfallenden Flözen vorgefunden. Die im gesamt etwa 15 m mächtigen mittleren Wealden liegenden Flöz 1 und Flöz 2 gelten mit einer Mächtigkeit von je etwa 20 cm als nicht abbauwürdig. Lediglich das 70 cm bis 75 cm mächtige Flöz 3 oder „Hauptflöz“ wurde abgebaut. Die ebenso im gesamt etwa 90 m mächtigen unteren Wealden liegenden Flöze 4 und 5 stellten sich bei Obernkirchen wegen ihrer geringeren Mächtigkeit als nicht abbauwürdig heraus.
Während in den Tiefbauschächten in der nördlich angrenzenden Schaumburger Mulde Fettkohle gefördert wurde, lieferte der Liethstollen gut brikettierfähige Magerkohle.

## Geschichte
Bereits aus dem Jahr 1386 ist Steinkohlenbergbau bei Obernkirchen überliefert.
Die Auffahrung des Liethstollens sowie des Liethschachts I als Wetterschacht durch die Schaumburger Gesamtsteinkohlenbergwerke im Jahr 1899 diente zunächst der bergmännischen Erkundung des Flözes 4. Als dieses mit nur 20 cm Mächtigkeit für nicht abbauwürdig befunden war, diente der mit 0,37 % ansteigende Stollen als Hauptförderstollen für das südlich oberflächennah anstehende Flöz 3. Mit der Zeit entstanden 7 Wetterschächte. Der 1910 auf 137 m abgeteufte Liethschacht IV dient zusätzlich als Brems- und Seilfahrtschacht, Liethschacht VI und VII waren vor allem Bremsschächte. Die 600 Liter fassenden Förderwagen wurden in Schacht IV auf die Sohle des Liethstollens abgesenkt und auf 625 mm-Gleisen zunächst mit Benzol-, später mit Akkumulatorlokomotiven zutage transportiert. Wegen der zunehmenden Entfernung zwischen Abbaufeld und Stollenmundloch wurde 1937/38 der Liethschacht VII zu einem Förderschacht ausgebaut. Von seinem Kohlenbunker transportierten Lastkraftwagen die Kohle über ausgebaute Waldwege zum Zechengelände am Liethstollen.

### Kohleverarbeitung
Über Tage entstand 1906 unterhalb des Liethstollens neben der Kohlenwäsche eine Brikettfabrik. Die Anlagen wurden Anfang der 1930er Jahre gründlich modernisiert. Seit 1926 verarbeitete die Kokerei am Georgschacht auch zugelieferte Magerkohle aus dem Liethstollen.

### Schließung
Am 28. März 1960 beschloss der Aufsichtsrat des damaligen Eigentümers Preussag, den Betrieb der Bergwerke im Schaumburger Land zum Jahresende einzustellen. Die Nutzungsrechte des Liethstollens wurden von der Stadt Obernkirchen übernommen. Der starke Wasserzulauf in Schacht III wird in einer Ringfassung gesammelt und über durch die Stollen verlegte Leitungen als Trinkwasser zutage geführt.

## Naturschutz
Der Liethstollen dient einigen Fledermausarten als Winterquartier und ist Biotop für gefährdete Amphibien und Wirbellose.